# تپه شیخ هادی
تپه شیخ هادی مربوط به مس وسنگ است و در شهرستان کرمانشاه، بخش کوزران، دهستان سنجابی، ۵۰۰ متری شمال شرقی روستای حکمت آباد واقع شده و این اثر در تاریخ ۲۶ اسفند ۱۳۸۶ با شمارهٔ ثبت ۲۱۷۹۳ به‌عنوان یکی از آثار ملی ایران به ثبت رسیده است.